# Луиджи Бокерини
Луиджи Бокерини (на италиански: Luigi (Ridolfo Luigi) Boccherini), (1743 – 1805) е класически композитор и виолончелист, роден в Италия, работил главно в Испания. Музиката му е с изящен и галантен стил, макар че се развива и твори далеч от главните европейски музикални центрове. Най-известните му произведения са Менуетът в ла мажор от струнния квинтет оп. 11(13), № 5, G. 275 и Концертът за виолончело и оркестър № 9 в си бемол мажор, G. 482. Този концерт дълго време се изпълнява в силно изменената редакция на немския челист и известен аранжор Фридрих Грюцмахер (на немски: Friedrich Grützmacher), но в последните години се изпълнява по-често оригиналната му версия.

## Биография
Луиджи Бокерини е роден в Лука, Италия, в семейството на италиански музикант от епохата на барока. Баща му е бил професионален виолончелист и контрабасист. Той изпраща младия Луиджи да учи в Рим.
През 1757 отива с баща си във Виена, където и двамата са приети за придворни музиканти в Бургтеатер (на немски: Burgtheater). През 1761 Бокерини отива в Мадрид, Испания, където е ангажиран от Дон Луис, по-малкия брат на крал Карлос III. Там е в разцвета си под кралското покровителство, докато един ден кралят изразява несъгласието си с един пасаж от ново трио, композирано от Бокерини и нарежда да го промени. Композиторът, несъмнено раздразнен от тази намеса в изкуството му, повтаря същия пасаж, вместо да го промени, след което следва неговото незабавно уволнение. Заедно с Дон Луис Бокерини прекарва повече от 15 години (1769 – 1785) в Боадиля дел Монте (Мадрид) и Аренас де Сан Педро в Кастилия, в подножието на планината Гредос, където ръководи и свири в оркестъра на принца. Там и в близкия град Канделеда Бокерини написва много от най-брилянтните си творби.
Сред по-късните му покровители са френският консул Люсиен Бонапарт, а също и Фридрих Вилхелм II, крал на Прусия, сам любител виолончелист, флейтист и щедър поддръжник на изкуствата. За Бокерини настъпват трудни времена след смъртта на неговия испански покровител Дон Луис, двете му съпруги и двете му дъщери и той умира от туберкулоза през 1805 г. Надживяват го само двамата му сина. Родословието му продължава в Испания и до наши дни.
През 1929 г. тленните останки на Бокерини са пренесени в родния му град Лука, Италия. На надгробната му плоча има следния текст на испански:
Luis Boccherini: tuvo conciencia de su dignidad y fue pura alma de artista. Abrió una era nueva a la música instrumental de cámara. Honró a Italia fuera de Italia.
Луиджи Бокерини: той съзнаваше достойнството си и притежаваше чистата душа на артист. Той отвори една нова ера на инструменталната камерна музика. Уважаван в Италия и извън Италия.

## Творчество
Стилът на Бокерини се характеризира с галантния чар на рококо, лекота и оптимизъм, показва много мелодични и ритмични инвенции, свързани с честото влияние на традиционните изпълнения на китара, характерни за второто му отечество Испания. Забравени след смъртта му през XIX век, неговите произведения придобиват по-голямо признание по-късно с преиздаване на нотните текстове на произведенията му, записи и в концертните зали.
Много от неговите камерни произведения следват традициите, установени от Йозеф Хайдн; все пак често се признава, че Бокерини е развил модела на Хайдн за струнен квартет, като е предоставил водеща роля на виолончелото, докато Хайдн му предоставя само роля на акомпанимент. По-скоро някои източници на стила на Бокерини се откриват в произведенията на известния италиански виолончелист Джовани Батиста Чири, който е творил преди Бокерини и Хайдн.
Бокерини е бил виртуозен виолончелист, може би най-съвършеният в историята на музиката. Той често е изпълнявал цигулков репертоар на виолончело, умение, което е придобил при заместване на заболели цигулари при концертни турнета. Това съвършено владеене на инструмента му донася високо признание от съвременниците му (особено от цигуларите Пиер Байо, Пиер Роде и виолончелиста Бернхард Ромберг) и се доказва от партиите на виолончелото в неговите произведения, особено в квинтетите за две виолончела, често разглеждани като концерти за виолончело със съпровод на струнен квартет.
Творчеството на Бокерини обхваща много камерни произведения:
- 29 сонати за виолончело
- над 10 сонати за цигулка със съпровод на клавесин или пиано
- над 10 дуети за 2 цигулки
- над 30 произведения за 3 инструмента
- над 100 струнни квартета
- 113 квинтета за 2 цигулки, виола и 2 виолончела; този вид квинтети за пръв път е въведен от Бокерини.

Освен това той е автор на:
- над 30 симфонии
- 12 концерта за виолончело и оркестър
- религиозна музика: Стабат матер оп. 61 (Stabat Mater op. 61), Празнична меса (Missa Solemnis, партитурата е изгубена), мотети, оратории, кантати
- опери: Ла Клементина (La Clementina), партитурата на която също е изгубена, арии.

Произведенията на Бокерини са каталогизирани от френския музиколог Ив Жерар (1932 – 2020).
При позоваване на каталога на Жерар, пред каталожния номер се поставя буквата G., по името на съставителя му.